# Lista de presidentes dos órgãos do poder judiciário do Brasil
Esta é uma lista dos atuais presidentes de tribunais e de conselhos do Poder Judiciário do Brasil.

## Tribunais superiores e conselhos constitucionais
| Órgão                                    | Sede     | Jurisdição | Presidente              | Origem             | Posse                  |
| ---------------------------------------- | -------- | ---------- | ----------------------- | ------------------ | ---------------------- |
| Supremo Tribunal Federal                 | Brasília | Brasil     | Luís Roberto Barroso    | Magistratura       | 28 de setembro de 2023 |
| Conselho Nacional de Justiça             | Brasília | Brasil     | Luís Roberto Barroso    | Magistratura       | 28 de setembro de 2022 |
| Superior Tribunal de Justiça             | Brasília | Brasil     | Herman Benjamin         | Ministério Público | 22 de agosto de 2024   |
| Tribunal Superior do Trabalho            | Brasília | Brasil     | Aloysio Corrêa da Veiga | Magistratura       | 10 de outubro de 2024  |
| Tribunal Superior Eleitoral              | Brasília | Brasil     | Cármen Lúcia            | Advocacia          | 3 de junho de 2024     |
| Conselho da Justiça Federal              | Brasília | Brasil     | Herman Benjamin         | Ministério Público | 22 de agosto de 2024   |
| Conselho Superior da Justiça do Trabalho | Brasília | Brasil     | Aloysio Corrêa da Veiga | Magistratura       | 10 de outubro de 2024  |

## Tribunais Regionais Federais
| Órgão                                   | Sede           | Jurisdição                                                                                                  | Presidente                        | Origem             | Posse                |
| --------------------------------------- | -------------- | --- | --------------------------------- | ------------------ | -------------------- |
| Tribunal Regional Federal da 1.ª Região | Brasília       | Acre Amazonas Amapá Bahia Distrito Federal Goiás Maranhão Mato Grosso Pará Piauí Rondônia Roraima Tocantins | José Amilcar Machado              | Magistratura       | 18 de abril de 2022  |
| Tribunal Regional Federal da 2.ª Região | Rio de Janeiro | Espírito Santo Rio de Janeiro                                                                               | Guilherme Calmon Nogueira da Gama | Magistratura       | 14 de abril de 2023  |
| Tribunal Regional Federal da 3.ª Região | São Paulo      | Mato Grosso do Sul São Paulo                                                                                | Marisa Ferreira dos Santos        | Magistratura       | 8 de março de 2022   |
| Tribunal Regional Federal da 4.ª Região | Porto Alegre   | Paraná Santa Catarina Rio Grande do Sul                                                                     | Fernando Quadros da Silva         | Magistratura       | 23 de junho de 2023  |
| Tribunal Regional Federal da 5.ª Região | Recife         | Alagoas Ceará Paraíba Pernambuco Rio Grande do Norte Sergipe                                                | Fernando Braga Damasceno          | Ministério Público | 3 de abril de 2023   |
| Tribunal Regional Federal da 6.ª Região | Belo Horizonte | Minas Gerais                                                                                                | Mônica Sifuentes                  | Magistratura       | 19 de agosto de 2022 |

## Tribunais Regionais do Trabalho
| Órgão                                        | Sede           | Jurisdição | Presidente                       | Origem             | Posse                  |
| -------------------------------------------- | -------------- | --- | -------------------------------- | ------------------ | ---------------------- |
| Tribunal Regional do Trabalho da 1.ª Região  | Rio de Janeiro | Rio de Janeiro | Cesar Marques Carvalho           | Magistratura       | 26 de janeiro de 2023  |
| Tribunal Regional do Trabalho da 2.ª Região  | São Paulo      | Grande São Paulo (acrescida do município de Ibiúna) Parte da Baixada Santista (excluem-se os municípios de Mongaguá, Itanhaém e Peruíbe) | Beatriz de Lima Pereira          | Magistratura       | 3 de outubro de 2022   |
| Tribunal Regional do Trabalho da 3.ª Região  | Belo Horizonte | Minas Gerais | Ricardo Antônio Mohallem         | Magistratura       | 10 de dezembro de 2021 |
| Tribunal Regional do Trabalho da 4.ª Região  | Porto Alegre   | Rio Grande do Sul | Francisco Rossal de Araújo       | Magistratura       | 3 de dezembro de 2021  |
| Tribunal Regional do Trabalho da 5.ª Região  | Salvador       | Bahia | Jéferson Alves Silva Muricy      | Magistratura       | 6 de novembro de 2023  |
| Tribunal Regional do Trabalho da 6.ª Região  | Recife         | Pernambuco | Nise Pedroso Lins de Sousa       | Magistratura       | 9 de fevereiro de 2023 |
| Tribunal Regional do Trabalho da 7.ª Região  | Fortaleza      | Ceará | Durval César de Vasconcelos Maia | Magistratura       | 8 de dezembro de 2022  |
| Tribunal Regional do Trabalho da 8.ª Região  | Belém          | Amapá Pará | Marcus Augusto Losada Maia       | Magistratura       | 5 de dezembro de 2022  |
| Tribunal Regional do Trabalho da 9.ª Região  | Curitiba       | Paraná | Ana Carolina Zaina               | Magistratura       | 3 de dezembro de 2021  |
| Tribunal Regional do Trabalho da 10.ª Região | Brasília       | Distrito Federal Tocantins | Alexandre Nery de Oliveira       | Magistratura       | 23 de março de 2022    |
| Tribunal Regional do Trabalho da 11.ª Região | Manaus         | Amazonas Roraima | Audaliphal Hildebrando da Silva  | Ministério Público | 15 de dezembro de 2022 |
| Tribunal Regional do Trabalho da 12.ª Região | Florianópolis  | Santa Catarina | Amarildo Carlos de Lima          | Magistratura       | 1º de dezembro de 2023 |
| Tribunal Regional do Trabalho da 13.ª Região | João Pessoa    | Paraíba | Thiago de Oliveira Andrade       | Ministério Público | 9 de janeiro de 2023   |
| Tribunal Regional do Trabalho da 14.ª Região | Porto Velho    | Acre Rondônia | Osmar João Barneze               | Magistratura       | 16 de dezembro de 2022 |
| Tribunal Regional do Trabalho da 15.ª Região | Campinas       | São Paulo (excetuados os municípios de competência do TRT2)                                                                              | Samuel Hugo Lima                 | Magistratura       | 9 de dezembro de 2022  |
| Tribunal Regional do Trabalho da 16.ª Região | São Luís       | Maranhão | Francisco José de Carvalho Neto  | Magistratura       | 17 de dezembro de 2021 |
| Tribunal Regional do Trabalho da 17.ª Região | Vitória        | Espírito Santo | Daniele Corrêa Santa Catarina    | Ministério Público | 19 de janeiro de 2023  |
| Tribunal Regional do Trabalho da 18.ª Região | Goiânia        | Goiás | Geraldo Rodrigues do Nascimento  | Magistratura       | 3 de fevereiro de 2023 |
| Tribunal Regional do Trabalho da 19.ª Região | Maceió         | Alagoas | José Marcelo Vieira de Araújo    | Advocacia          | 23 de novembro de 2022 |
| Tribunal Regional do Trabalho da 20.ª Região | Aracaju        | Sergipe | José Augusto do Nascimento       | Magistratura       | 15 de dezembro de 2022 |
| Tribunal Regional do Trabalho da 21.ª Região | Natal          | Rio Grande do Norte | Eridson João Fernandes Medeiros  | Magistratura       | 12 de janeiro de 2023  |
| Tribunal Regional do Trabalho da 22.ª Região | Teresina       | Piauí | Marco Aurélio Lustosa Caminha    | Ministério Público | 7 de dezembro de 2022  |
| Tribunal Regional do Trabalho da 23.ª Região | Cuiabá         | Mato Grosso | Paulo Roberto Ramos Barrionuevo  | Magistratura       | 1 de janeiro de 2022   |
| Tribunal Regional do Trabalho da 24.ª Região | Campo Grande   | Mato Grosso do Sul | João Marcelo Balsanelli          | Magistratura       | 7 de dezembro de 2022  |

## Tribunais Regionais Eleitorais
| Órgão                                              | Sede           | Jurisdição          | Presidente                     | Origem       | Posse              |
| -------------------------------------------------- | -------------- | ------------------- | ------------------------------ | ------------ | ------------------ |
| Tribunal Regional Eleitoral do Acre                | Rio Branco     | Acre                |                                |              |                    |
| Tribunal Regional Eleitoral de Alagoas             | Maceió         | Alagoas             |                                |              |                    |
| Tribunal Regional Eleitoral do Amapá               | Macapá         | Amapá               |                                |              |                    |
| Tribunal Regional Eleitoral do Amazonas            | Manaus         | Amazonas            |                                |              |                    |
| Tribunal Regional Eleitoral da Bahia               | Salvador       | Bahia               |                                |              |                    |
| Tribunal Regional Eleitoral do Ceará               | Fortaleza      | Ceará               |                                |              |                    |
| Tribunal Regional Eleitoral do Distrito Federal    | Brasília       | Distrito Federal    |                                |              |                    |
| Tribunal Regional Eleitoral do Espírito Santo      | Vitória        | Espírito Santo      |                                |              |                    |
| Tribunal Regional Eleitoral de Goiás               | Goiânia        | Goiás               |                                |              |                    |
| Tribunal Regional Eleitoral do Maranhão            | São Luís       | Maranhão            |                                |              |                    |
| Tribunal Regional Eleitoral de Mato Grosso         | Cuiabá         | Mato Grosso         |                                |              |                    |
| Tribunal Regional Eleitoral de Mato Grosso do Sul  | Campo Grande   | Mato Grosso do Sul  |                                |              |                    |
| Tribunal Regional Eleitoral de Minas Gerais        | Belo Horizonte | Minas Gerais        |                                |              |                    |
| Tribunal Regional Eleitoral do Pará                | Belém          | Pará                |                                |              |                    |
| Tribunal Regional Eleitoral da Paraíba             | João Pessoa    | Paraíba             |                                |              |                    |
| Tribunal Regional Eleitoral do Paraná              | Curitiba       | Paraná              |                                |              |                    |
| Tribunal Regional Eleitoral de Pernambuco          | Recife         | Pernambuco          |                                |              |                    |
| Tribunal Regional Eleitoral do Piauí               | Teresina       | Piauí               |                                |              |                    |
| Tribunal Regional Eleitoral do Rio de Janeiro      | Rio de Janeiro | Rio de Janeiro      |                                |              |                    |
| Tribunal Regional Eleitoral do Rio Grande do Norte | Natal          | Rio Grande do Norte |                                |              |                    |
| Tribunal Regional Eleitoral do Rio Grande do Sul   | Porto Alegre   | Rio Grande do Sul   |                                |              |                    |
| Tribunal Regional Eleitoral de Rondônia            | Porto Velho    | Rondônia            |                                |              |                    |
| Tribunal Regional Eleitoral de Roraima             | Boa Vista      | Roraima             |                                |              |                    |
| Tribunal Regional Eleitoral de Santa Catarina      | Florianópolis  | Santa Catarina      | Maria do Rocio Luz Santa Ritta | Magistratura | 8 de março de 2024 |
| Tribunal Regional Eleitoral de São Paulo           | São Paulo      | São Paulo           |                                |              |                    |
| Tribunal Regional Eleitoral de Sergipe             | Aracaju        | Sergipe             |                                |              |                    |
| Tribunal Regional Eleitoral de Tocantins           | Palmas         | Tocantins           |                                |              |                    |

## Tribunais de Justiça Militares
| Órgão                                                      | Sede           | Jurisdição        | Presidente                      | Origem             | Posse                  |
| ---------------------------------------------------------- | -------------- | ----------------- | ------------------------------- | ------------------ | ---------------------- |
| Tribunal de Justiça Militar do Estado de Minas Gerais      | Belo Horizonte | Minas Gerais      | Rúbio Paulino Coelho            | Polícia Militar    | 17 de março de 2022    |
| Tribunal de Justiça Militar do Estado do Rio Grande do Sul | Porto Alegre   | Rio Grande do Sul | Amilcar Fagundes Freitas Macedo | Ministério Público | 7 de fevereiro de 2022 |
| Tribunal de Justiça Militar do Estado de São Paulo         | São Paulo      | São Paulo         | Orlando Eduardo Geraldi         | Polícia Militar    | 25 de março de 2022    |

## Tribunais de Justiça
| Órgão                                                     | Sede           | Jurisdição          | Presidente                                | Origem             | Posse                  |
| --------------------------------------------------------- | -------------- | ------------------- | ----------------------------------------- | ------------------ | ---------------------- |
| Tribunal de Justiça do Estado do Acre                     | Rio Branco     | Acre                | Regina Célia Ferrari Longuini             | Magistratura       | 6 de fevereiro de 2023 |
| Tribunal de Justiça do Estado de Alagoas                  | Maceió         | Alagoas             | Fernando Tourinho de Omena Souza          | Magistratura       | 13 de janeiro de 2023  |
| Tribunal de Justiça do Estado do Amapá                    | Macapá         | Amapá               | Adão Carvalho                             | Magistratura       | 2 de março de 2023     |
| Tribunal de Justiça do Estado do Amazonas                 | Manaus         | Amazonas            | Nélia Caminha Jorge                       | Magistratura       | 2 de janeiro de 2023   |
| Tribunal de Justiça do Estado da Bahia                    | Salvador       | Bahia               | Nilson Soares Castelo Branco              | Advocacia          | 4 de fevereiro de 2022 |
| Tribunal de Justiça do Estado do Ceará                    | Fortaleza      | Ceará               | Antônio Abelardo Benevides Moraes         | Magistratura       | 31 de janeiro de 2023  |
| Tribunal de Justiça do Distrito Federal e dos Territórios | Brasília       | Distrito Federal    | José Cruz Macedo                          | Advocacia          | 22 de abril de 2022    |
| Tribunal de Justiça do Estado do Espírito Santo           | Vitória        | Espírito Santo      | Fabio Clem de Oliveira                    | Magistratura       | 16 de dezembro de 2021 |
| Tribunal de Justiça do Estado de Goiás                    | Goiânia        | Goiás               | Carlos Alberto França                     | Magistratura       | 1 de fevereiro de 2023 |
| Tribunal de Justiça do Estado do Maranhão                 | São Luís       | Maranhão            | Paulo Sérgio Velten Pereira               | Advocacia          | 29 de abril de 2022    |
| Tribunal de Justiça do Estado de Mato Grosso              | Cuiabá         | Mato Grosso         | Clarice Claudino da Silva                 | Magistratura       | 19 de dezembro de 2022 |
| Tribunal de Justiça do Estado de Mato Grosso do Sul       | Campo Grande   | Mato Grosso do Sul  | Sérgio Fernandes Martins                  | Advocacia          | 1 de fevereiro de 2023 |
| Tribunal de Justiça do Estado de Minas Gerais             | Belo Horizonte | Minas Gerais        | José Arthur de Carvalho Pereira Filho     | Advocacia          | 1 de julho de 2022     |
| Tribunal de Justiça do Estado do Pará                     | Belém          | Pará                | Maria de Nazaré Silva Gouveia dos Santos  | Magistratura       | 1 de fevereiro de 2023 |
| Tribunal de Justiça do Estado da Paraíba                  | João Pessoa    | Paraíba             | João Benedito da Silva                    | Magistratura       | 1 de fevereiro de 2023 |
| Tribunal de Justiça do Estado do Paraná                   | Curitiba       | Paraná              | Luiz Fernando Tomasi Keppen               | Magistratura       | 3 de fevereiro de 2023 |
| Tribunal de Justiça do Estado de Pernambuco               | Recife         | Pernambuco          | Luiz Carlos de Barros Figueirêdo          | Magistratura       | 1 de fevereiro de 2022 |
| Tribunal de Justiça do Estado do Piauí                    | Teresina       | Piauí               | Hilo de Almeida Sousa                     | Ministério Público | 6 de janeiro de 2023   |
| Tribunal de Justiça do Estado do Rio de Janeiro           | Rio de Janeiro | Rio de Janeiro      | Ricardo Rodrigues Cardozo                 | Magistratura       | 30 de janeiro de 2023  |
| Tribunal de Justiça do Estado do Rio Grande do Norte      | Natal          | Rio Grande do Norte | Amílcar Maia                              | Magistratura       | 6 de janeiro de 2023   |
| Tribunal de Justiça do Estado do Rio Grande do Sul        | Porto Alegre   | Rio Grande do Sul   | Iris Helena Medeiros Nogueira             | Magistratura       | 1 de fevereiro de 2022 |
| Tribunal de Justiça do Estado de Rondônia                 | Porto Velho    | Rondônia            | Marcos Alaor Diniz Grangeia               | Magistratura       | 1 de janeiro de 2022   |
| Tribunal de Justiça do Estado de Roraima                  | Boa Vista      | Roraima             | Jésus Rodrigues do Nascimento             | Magistratura       | 6 de fevereiro de 2023 |
| Tribunal de Justiça do Estado de Santa Catarina           | Florianópolis  | Santa Catarina      | Francisco José Rodrigues de Oliveira Neto | Magistratura       | 2 de fevereiro de 2024 |
| Tribunal de Justiça do Estado de São Paulo                | São Paulo      | São Paulo           | Ricardo Mair Anafe                        | Magistratura       | 7 de janeiro de 2022   |
| Tribunal de Justiça do Estado de Sergipe                  | Aracaju        | Sergipe             | Ricardo Múcio Santana de Abreu Lima       | Magistratura       | 1 de fevereiro de 2023 |
| Tribunal de Justiça do Estado do Tocantins                | Palmas         | Tocantins           | Etelvina Maria Sampaio Felipe             | Magistratura       | 1 de fevereiro de 2023 |